# Żołnierz samochwał
Żołnierz samochwał (Miles gloriosus) – jedna z najwcześniejszych komedii napisanych przez rzymskiego pisarza Plauta. 
Fabuła oparta jest na niezachowanej sztuce Aladzón (Samochwał). Sztuka składa się z pięciu aktów. Tytułowy bohater jest żołnierzem, zachwyconym zarówno własnymi czynami jak i swoją urodą (wywodzi ją od Marsa i Wenus). Wyróżnia się on strojem podkreślającym odwagę oraz boskie pochodzenie. Wyraźnie prezentuje cechy narcystyczne.